# Sandra Sutherland
Sandra Lee Sutherland de la Cruz (Torrejón de Ardoz, 17 de noviembre de 1961) es una periodista y presentadora de televisiòn española.

## Biografía
Desde muy joven deseaba ser actriz y periodista. Sus primeros pasos profesionales fueron en el mundo de la interpretación. A los 14 años tuvo la oportunidad de participar en el estreno en el Teatro Valle-Inclán de Madrid de la obra de Ana Diosdado Y de Cachemira, chales (1976), junto a Narciso Ibáñez Menta, Jaime Blanch y Nicolás Dueñas.
A los 16 años, mientras estudiaba COU decidió estudiar arte dramático, primero en el laboratorio de TEC (Teatro Estable Castellano) con Miguel Narros, José Carlos Plaza, William Layton y Arnold Taraborelli. Después, entró en la Escuela de Arte Dramático donde estuvo hasta que en 1981 realizó unas pruebas para presentar el programa juvenil Pista libre junto a Rafa Izuzquiza e Izaskun Azurmendi y se incorporó a TVE presentando el programa durante tres temporadas. En una primera fase compaginó el teatro y la televisión. En 1982 trabajó en Las bicicletas son para el verano (1982) de Fernán Gómez, con Berta Riaza y Agustín González y La coartada también de Fernando Fernán Gómez estrenada en 1985 el Teatro de la Villa de Madrid.Mientras estaba representando esta obra, hizo otra prueba con compañeras de los Servicios Informativos de TVE para presentar el Telediario 4 en La 2 con José Antonio Gurriarán como jefe de redacción. Empezó a emitirse el 3 de junio de 1985. El siguiente paso, ya en los Servicios Informativos de TVE, fue presentando las noticias en el programa Buenos días, de reciente creación, con José Antonio Martínez Soler y posteriormente en el Telediario Matinal con Carlos Múgica (1986-1989).
Entre abril de 1994 y 1997 presentó el Telediario 3 con Tom Martín Benítez.
En 1997 dirige y conduce el informativo sobre temas de ecología Informa 2 y durante cinco años presentó el Telediario Internacional, donde fue además editora adjunta.
El siguiente paso fue su incorporación a la redacción del Telediario en el Área de Sociedad, donde se especializó en noticias de ciencia, tecnología y medio ambiente. Entre 2005 y 2006 presentó el espacio sobre investigación y tecnología España innova. También estuvo en el Área de Economía llevando los temas de fomento, vivienda, energías renovables y nuevas tecnologías y más tarde en el Área de Informativos de Madrid cubrió la información del ayuntamiento de la capital y presentó el informativo, trabajo por el que recibió en 2012 la Antena de Plata.
Entre septiembre de 2012 y 2020 dirigió y presentó el programa de La 2, Agrosfera, dedicado a la información sobre el mundo rural, la alimentación sostenible, la investigación agroalimentaria, el turismo rural, la España interior y la situación de las mujeres rurales.
Como docente, empezó en 1994 con un curso de 400 horas de "Presentación y locución" en la Escuela de Televisión del IMEFE, posteriormente, siguió impartiendo cursos de presentación y locución en el Instituto RTVE, máster del IEPA, la Agencia EFE, el máster de RTVE y el máster de "Periodismo científico, tecnológico y medioambiental" de la Universidad Carlos III de Madrid, actividad que dejó cuando empezó en Agrosfera en 2012. Se jubiló en diciembre de 2024.

## Premios y reconocimientos
- 2001: Premio Nacional de Energía del Club de la Energía.
- 2001: Premio Nacional de Periodismo de Ecovidrio.
- 2012: Antena de Plata, categoría televisión, otorgada por la Asociación de Profesionales de Radio y Televisión de la Comunidad de Madrid por su labor en el Informativo Territorial de Madrid.
- 2012: Insignia de Oro de la Escuela Técnica Superior de Ingenieros Agrícolas de León.
- 2013: Dama de Honor de la Cofradía de Utiel Requena.
- 2014: Dama de Honor de la Cofradía del Cordero Segureño.
- 2018: Primera mujer "Insignia de Oro de la Asociación Ruta del Vino de Jumilla".
- 2019: Premio Brote Comunicación del Festival Internacional de Cine Medioambiental de Canarias Ficmec.[11]
- 2022: Encomienda del Mérito Agrario, Pesquero y Alimentario, en la sección Mérito Agrario. Este reconocimiento es otorgado por el Ministerio de Agricultura, Pesca y Alimentación.[12]